# Aduana Nueva

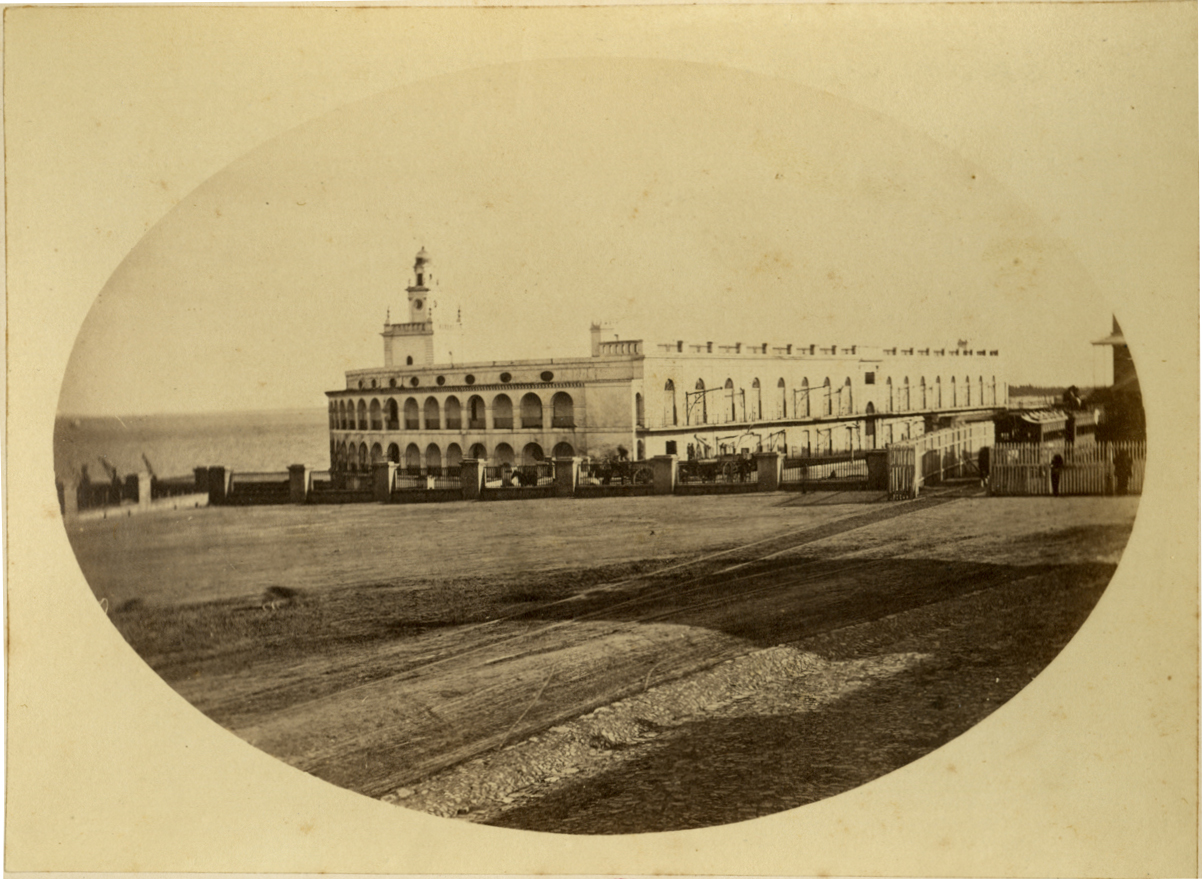
Aduana Nueva, vista desde el antiguo Paseo de Julio (hoy Avenida Alem) (1864).

La Aduana Nueva o Aduana de Taylor fue el primer edificio público de gran volumen construido en Buenos Aires (Argentina) y también el primer relleno importante realizado sobre terreno ganado al Río de la Plata. Inspirada en el notorio empuje que cobraba el puerto de Buenos Aires y símbolo del poderío económico porteño, la aduana comenzó a construirse en 1855 y se la inauguró en 1857. Estaba situada con frente al mencionado río, detrás de la Casa de Gobierno, y fue proyectada por el ingeniero Edward Taylor.
Después de apenas 37 años de vida fue demolida en 1894 para dar lugar a las obras de Puerto Madero y su lugar es ocupado actualmente por el Parque Colón.

## Historia
A mediados del siglo XIX el puerto de La Boca era el utilizado para la carga y descarga de productos manufacturados. Debido al crecimiento comercial y al aumento en el calado de los barcos este puerto comenzó a ser inadecuado y se hizo necesario contar con un amarradero con aduana de control, que además resultara de fácil acceso desde el centro de la ciudad. Con este objetivo se realizó un concurso en el que intervinieron tres proyectos, triunfando, en 1855, el perteneciente al ingeniero inglés Edward Taylor (1801-1868), quien  fue un gran arquitecto, ingeniero y proyectista de origen inglés, que se radicó en la República Argentina a mediados del siglo XIX
La construcción se inauguró dos años después, y fue conocida como la Aduana Nueva (o también " Aduana de Taylor", en referencia a su autor), para distinguirla de la antigua aduana colonial que estuvo emplazada en una vieja casona de la actual Avenida Belgrano.
La Aduana Nueva estuvo situada detrás del fuerte, al que hubo que demolerlo parcialmente, sobre terrenos ganados al Río de La Plata, convirtiéndose en el primer relleno que se realizó sobre el río para una construcción de servicios.

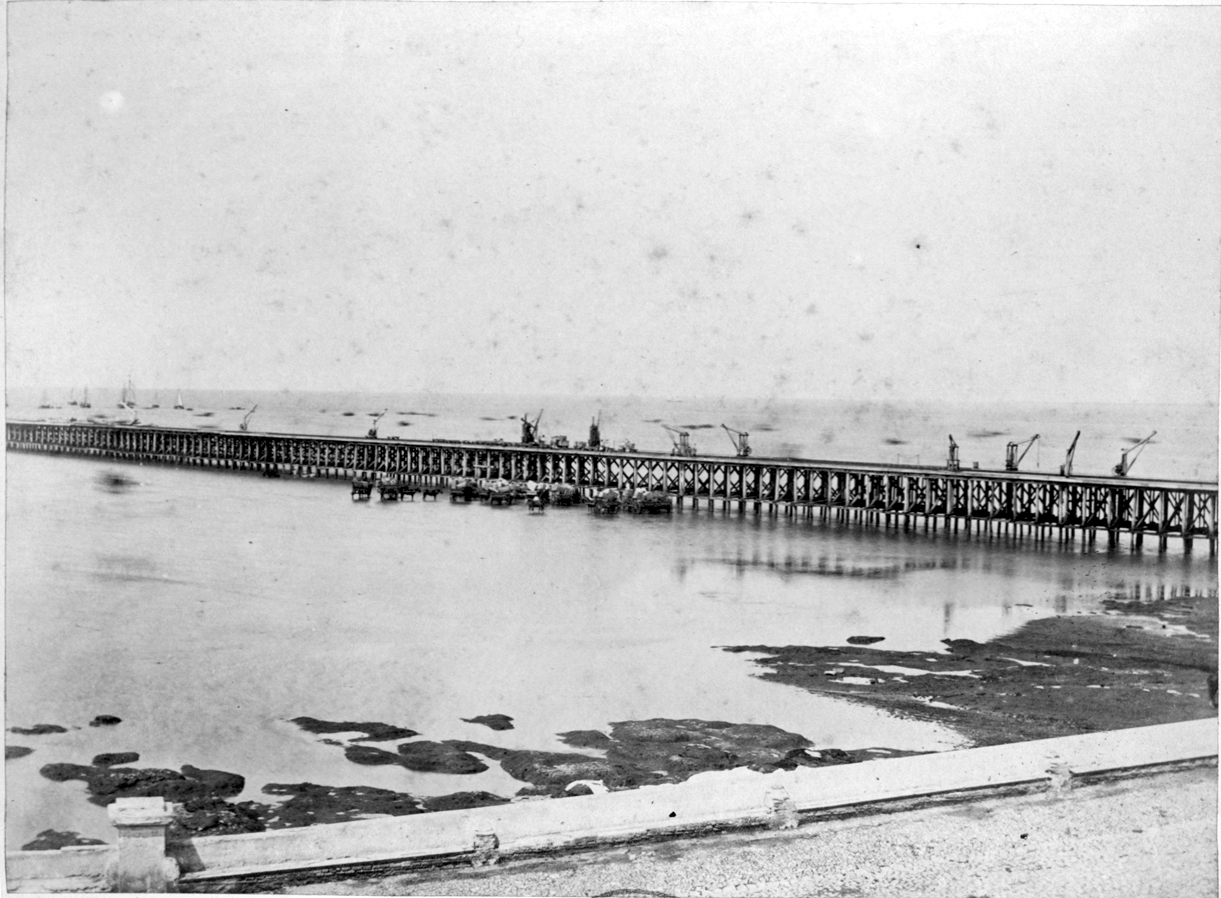
Muelle de la Aduana Nueva (1864).

 Comprendía un conjunto de edificios de los cuales el principal, utilizado para depósitos, era semicircular y avanzaba sobre el río. Estaba realizado de mampostería, revocado en un gris muy claro y era de estilo neoclásico. Constaba de planta y cinco pisos altos con una torre central que poseía un faro de unos 25 m de altura que, según referencia de los visitantes, era muy destacable aún a varios kilómetros adentro del estuario.

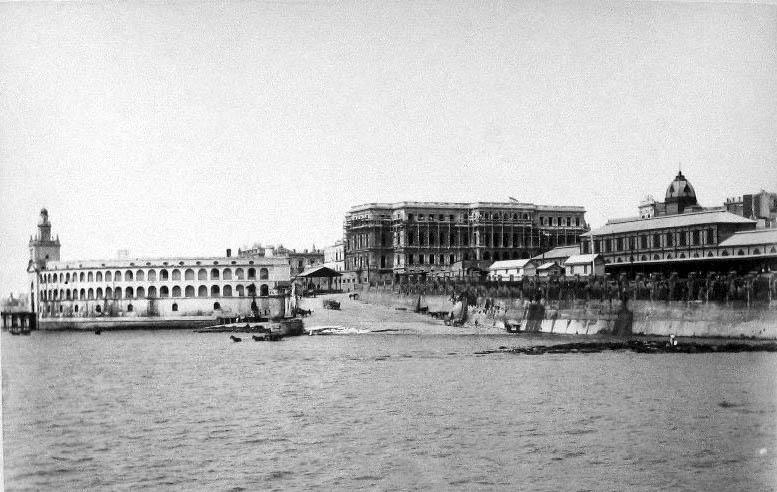
La Aduana Nueva se construyó entre la casa de gobierno y, al bajar las barrancas, la costa del Río de la Plata.

La fachada curva estaba compuesta por un basamento de dos pisos de arquerías de medio punto, que aligeraban su pesada masa de carácter romano. Desprovisto casi de decoración, su énfasis en un lenguaje de formas elementales hace recordar el clasicismo romántico que a comienzos del siglo XIX había dominado la escena de la Inglaterra en la cual se educó Taylor. Al estar asentado sobre la tosca la parte inferior sufría los embates del río. 
Del centro del cuerpo salía un espigón de madera, que se internaba 300 m en el río, acondicionado posteriormente como muelle para pasajeros, aun cuando tenía un servicio de zorras para bajar las cargas. El portal del que salía el espigón, ubicado en su parte central, era de estilo «arco del triunfo» y estaba coronado por un frontis. El edificio tenía también una importante rampa con entrada de carretas que bajaba a la costa hacia el sector norte, y estaba franqueada por una pequeña torre de vigilancia conocida como el Torreón de la Aduana. En el proyecto de Taylor figura otra rampa y torre similar ubicada al sur, que nunca fueron construidos pese a haberse hecho el túnel de acceso al Patio de Maniobras.
El frente recto que daba al lado oeste, o sea, sobre la Casa de Gobierno, no se apoyaba en la barranca sino que utilizaba como Patio de Maniobras el foso del viejo Fuerte de más de cien metros de largo. Es decir, que este frente coincidía con el demolido murallón del Fuerte y lo que hoy se ve como un foso subterráneo detrás de la Casa Rosada es dicho patio, que primitivamente estaba a nivel del suelo, pero que posteriores rellenos hicieron que quedara enterrado. A pocos metros de ese frente pasaron posteriormente las vías del Ferrocarril a Ensenada, cuya Estación Central de Buenos Aires estaba ubicada hacia el norte de la Casa de Gobierno, aproximadamente donde está el actual monumento a Juan de Garay.
La Aduana tenía 51 almacenes para depósitos de mercaderías abovedados y rodeados exteriormente por las galerías. Un riel en el espigón facilitaba el movimiento de las zorras de carga que iban y venían hacia los barcos que ahora podían acercarse sin necesidad del auxilio de los viejos carros tirados por bueyes, ya que el largo muelle les permitía amarrar en una zona más profunda que la de la costa. Como el edificio penetraba en el río, dos grandes rampas curvas subían parte de la barranca y entraban, túnel mediante, en el Patio de Maniobras. Desde allí la mercadería era subida a otra plaza superior mediante guinches, o a la aduana propiamente dicha, o pasaba a viejas galerías de lo que fueron los depósitos de la Real Audiencia.

### Edificio de Rentas Nacionales
La obra ingenieril fue completada con rampas laterales curvas que unían la plaza de Mayo con el Paseo de Julio, y con un también monumental edificio sobre la calle Victoria (actual Hipólito Yrigoyen), entre las actuales Paseo Colón y Balcarce, más apegado a los breviarios estilísticos italianos. Este anexo era el de Rentas Nacionales y fue también hecho por Taylor entre 1858 y 1860, pero fue transformado al poco tiempo en depósito sur de la Aduana pues apenas se inauguró el edificio semicircular, ya estaba quedando chico.
Taylor supo aprovechar la ubicación en la barranca de la costa del río de forma de tener un edificio de dos pisos en la parte alta y de cuatro por el otro lado. Para ello se excavó dentro de la barranca, dejando así dos pisos semienterrados. Para acceder, pasando por un enorme hueco paralelo a la calle Hipólito Yrigoyen se hicieron extrañas escaleras colgantes, casi puentes levadizos. El edificio de Rentas fue demolido en mayo de 1937 para construir el actual edificio del Ministerio de Economía.

## Causas de su demolición
Después de treinta y siete años de uso el edificio de la Aduana fue demolido, salvo su planta baja y parte del primer piso que quedaron sepultados debajo del relleno que dio origen a las obras de Puerto Madero. 
El proyecto de Taylor había sido originalmente mucho más ambicioso. Había incluido un muro o malecón que protegiera al edificio del fuerte oleaje durante las sudestadas. Además preveía, entre otras cosas, rellenar ese sector hasta la playa y construir a ambos lados los depósitos de la Aduana, a los cuales se podría acceder por una calle que bajando por la costa se extendería por el frente este de la Casa de Gobierno. Como todo esto no se llevó a cabo, el deterioro a causa de los embates del río se hizo notorio con el paso de los años, afectando su estructura de hierro y su muelle, que ya estaba inutilizado cuando se decidió la demolición del conjunto hasta el primer piso, en 1894. En ese mismo año se rellenó el terreno quedando despejado el sector posterior de la Casa de Gobierno. También se decidió la creación del Parque Colón, inaugurado recién en 1904, que quedaba así delimitado por el semicírculo que en otro tiempo dibujaba al contorno cerrado del edificio de la Aduana.

## Desentierro de las ruinas y estado actual

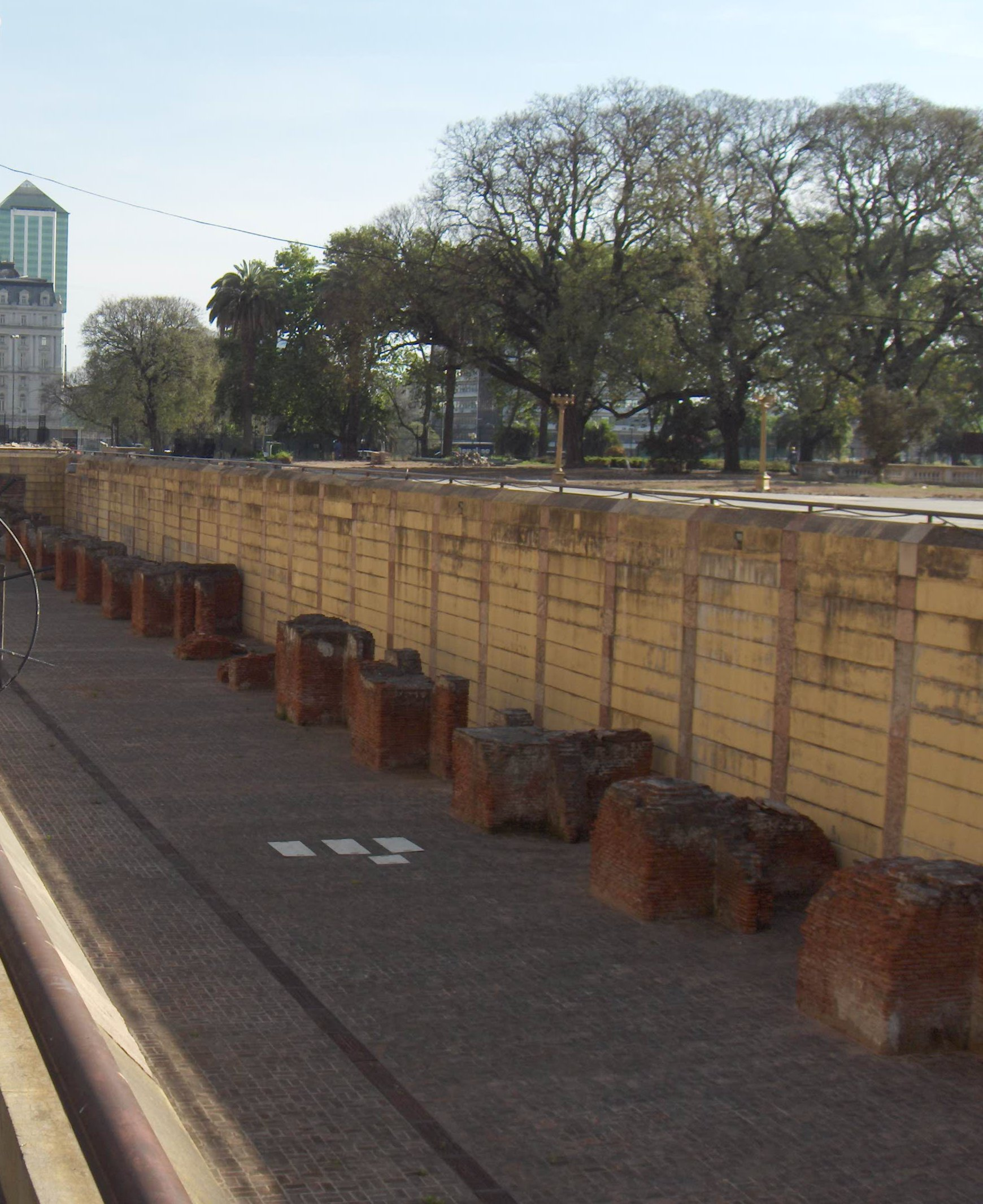
Hasta el 2010 el lugar estaba descubierto.

En 1977 se pensó en poner a la vista los arcos de depósitos de la aduana (es decir, las dos galerías paralelas que habían sido construidas hacia el lado de tierra adentro, ya debajo de la barranca natural). También el Patio de Maniobras y los túneles que desde la costa subían a este patio.
En 1983, después de consultar 320 planos y 10 000 documentos históricos, se realizaron los primeros cateos. Se descubrió el perfil de la galería de la Real Audiencia, de 124 m de largo por 9 m de ancho, integrado por 15 arcos de 5,8 m de largo y dos aventamientos, que van desde la Avenida Rivadavia a Hipólito Yrigoyen (a 7,50 m por debajo del nivel de la avenida Paseo Colón): son parte de lo que hoy es el Museo Casa Rosada. Una puerta las comunica en la actualidad con el Patio de Maniobras y en el extremo sur hay unos cuartos apuntalados que, pared de por medio, están en contacto -pero no en comunicación- con el túnel construido para el antiguo Ferrocarril del Oeste, luego llamado Ferrocarril Sarmiento, y por el cual circuló durante pocos años, un tren que iba a Castelar partiendo de Puerto Madero y cuyo servicio le había sido concesionado a Trenes de Buenos Aires.

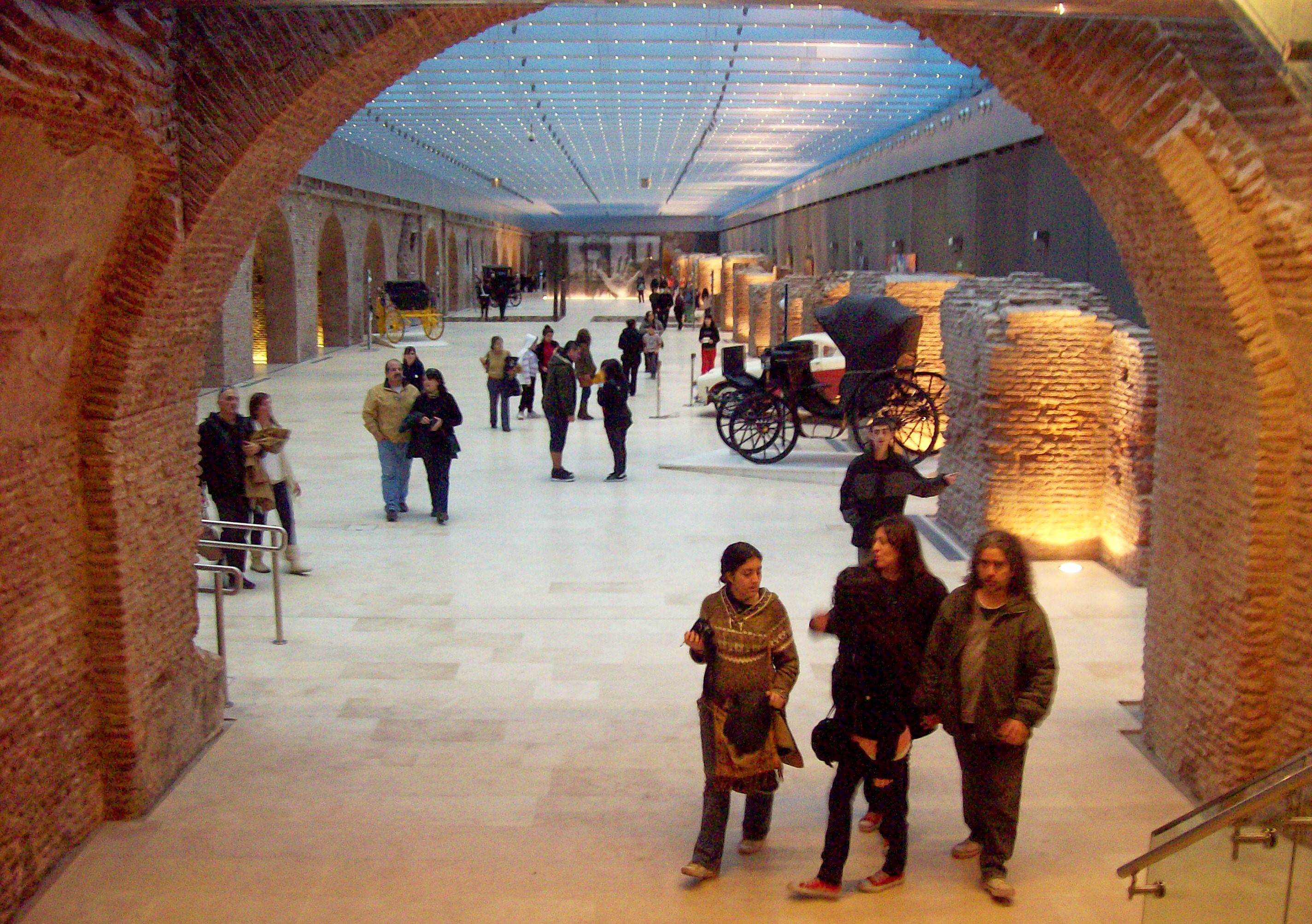
En la actualidad, lo que fue el patio de maniobras integra el Museo Casa Rosada.

Durante el desentierro se encontraron cerámicas de El Havre de 1850, porcelanas, terracotas, etc, que se pusieron en exposición en el museo. También parte del primer pavimento de Buenos Aires, formado por asfalto y arrabio. Además se halló la escalera del antiguo Fuerte, hornacinas, alacenas, salamandras, y otros variados objetos.
Para concretar el proyecto no solo se suspendió para siempre el tráfico sobre la avenida Paseo Colón entre Rivadavia e Hipólito Yrigoyen (siendo desde ese momento el tránsito vehicular desviado por la remodelada y ensanchada Avenida de la Rábida hacia la avenida Leandro Alem), sino que se amplió el Parque Colón, que se encuentra encima de lo que quedó del piso de los depósitos sepultados de la Aduana, vinculándolo con la Casa Rosada y la Plaza de Mayo. 
Durante muchos años se pudo contemplar el patio de carga y descarga de mercadería, situado por debajo de Paseo Colón, apoyado en una baranda que lo rodeaba a pocos metros del nivel del suelo, y se accedía a él por una escalera interior a la que se llegaba ingresando al Museo de Casa de Gobierno. 

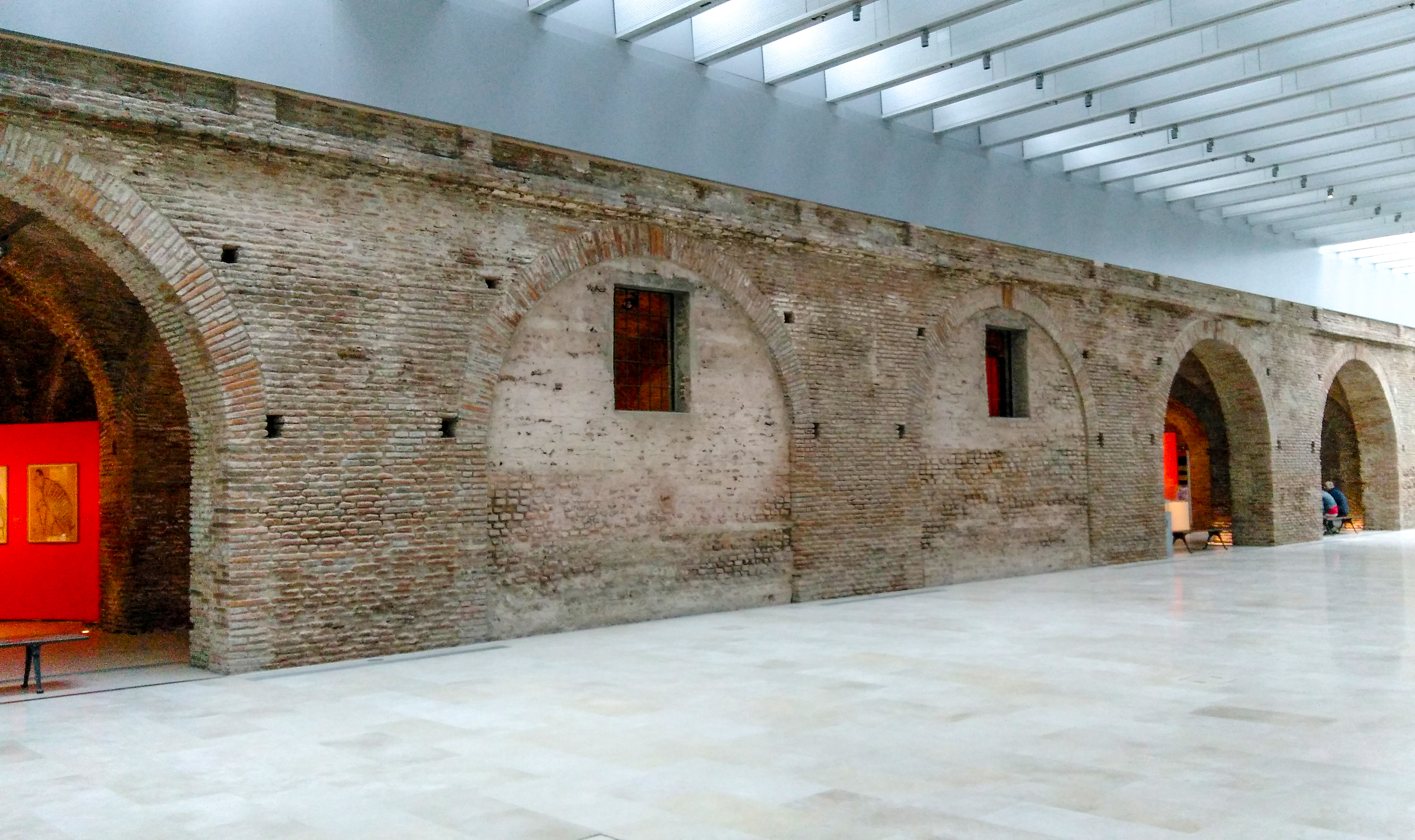
Detalle de conservación de una de las paredes internas y el techo vidriado

Entre los años 2009 y 2011 se llevó a cabo en el lugar un estudio arqueológico intensivo y sistemático, dirigido por la arqueóloga Sandra Guillermo junto con un equipo multidisciplinario, supervisado por el Instituto Nacional de Antropología y Pensamiento Latinoamericano del Ministerio de Cultura de la Nación (Inapl), en lo que fue el patio de maniobras, el corredor de galería y parte del depósito semicircular de mercaderías. Se excavaron un total 54 cuadrículas, 4 trincheras y 7 sondeos, se llevaron a cabo estudios geofísicos y análisis sedimentológicos, así como un continuo seguimiento de la obra de construcción, con el propósito de recuperar toda evidencia aún presente del edificio de la aduana y de elementos materiales vinculados a su funcionamiento. Parte de los restos arqueológicos descubiertos durante este trabajo permanecen exhibidos en el lugar donde se los halló, y pueden ser observados al visitar el interior del museo. 
Desde la finalización del trabajo y de la obra mayor en el año 2011 el sitio está protegido por un techo vidriado. El público puede acceder al patio ingresando al Museo Casa Rosada (ex Museo del Bicentenario), situado en la parte trasera de la Casa Rosada (calle Hipólito Yrigoyen y Paseo Colón). La entrada es gratuita. En su interior, entre otras cosas, alberga el mural “Ejercicio plástico” del artista mexicano David Alfaro Siqueiros.